# Línea de Hastings
La Línea de Hastings es un trazado ferroviario secundario que discurre por los condados de Kent y Sussex Oriental, en Inglaterra. Une Hastings con Tunbridge Wells y Londres a través de Tonbridge y Sevenoaks. Aunque transporta principalmente pasajeros, el ferrocarril también da servicio a una mina de yeso. La compañía SE Trains opera trenes de pasajeros en la línea, que constituye uno de sus itinerarios más transitados.
El ferrocarril fue construido por el Ferrocarril del Sureste a principios de la década de 1850 en el difícil terreno de Weald. La supervisión de la construcción de la línea no fue muy rigurosa, lo que permitió a los contratistas escatimar en el revestimiento de los túneles. Estas deficiencias aparecieron después de que se inauguró el ferrocarril. Las rectificaciones necesarias obligaron a restringir el gálibo en la línea, lo que requirió el uso de material rodante especialmente diseñado.
Servido por locomotoras de vapor desde su apertura hasta finales de la década de 1950, los servicios de pasajeros fueron posteriormente asumidos por una flota de unidades múltiples diésel construidas según el gálibo de la línea. Las locomotoras diésel para el transporte de mercancías y sus vagones también estaban construidos para ajustarse al gálibo reducido. Las unidades múltiples diésel-eléctricas prestaron servicio en la línea hasta 1986, cuando se electrificó la línea y se redujeron los túneles con mayores restricciones de gálibo de vía doble a vía única.

## Trasfondo

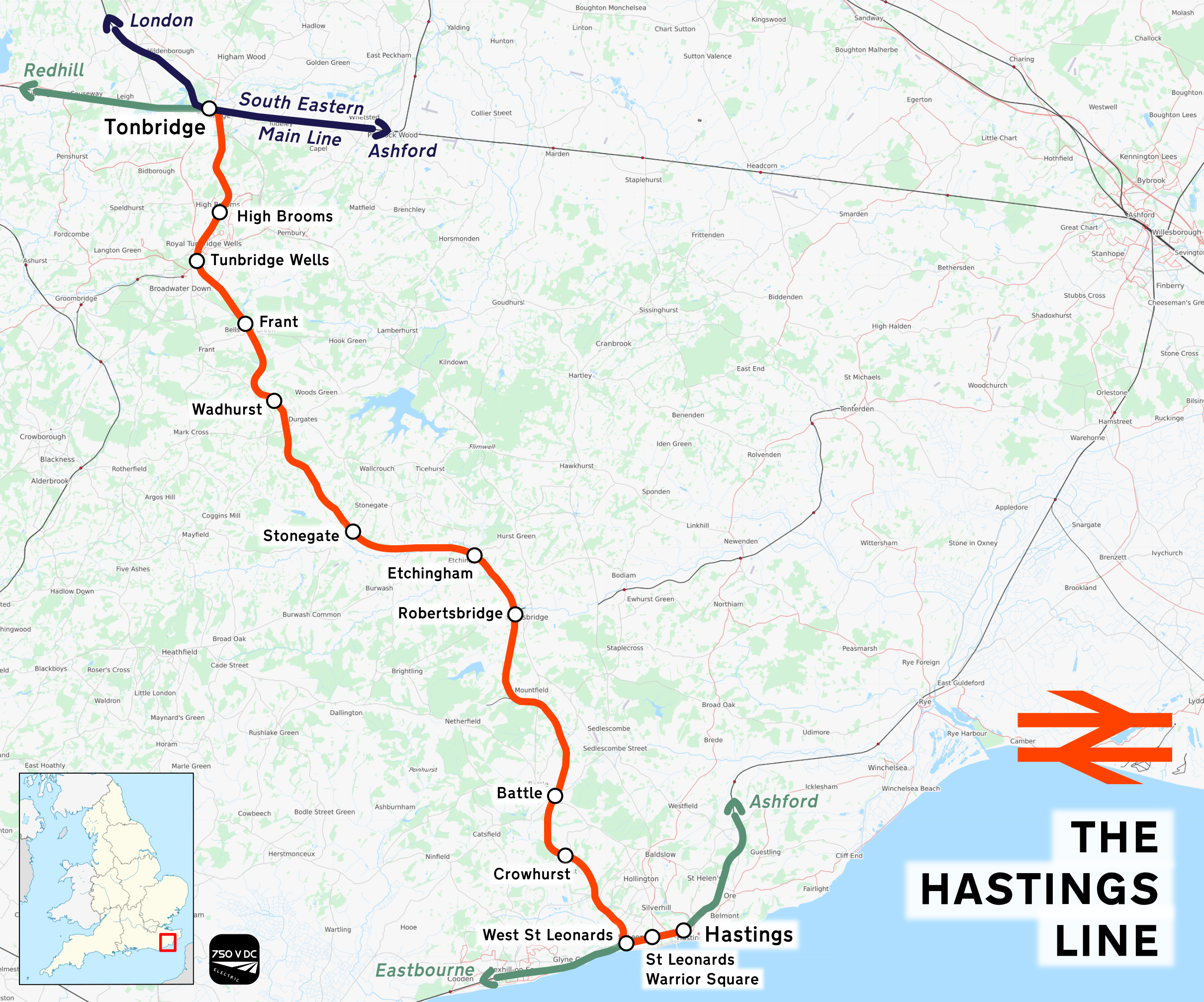
Mapa de la Línea de Hastings

El Ferrocarril del Sureste (SER) completó su línea principal de Londres a Dover, (Kent), en 1844, ramificándose del tendido del Ferrocarril de Londres, Brighton y de la Costa Sur (LBSC) en Redhill. La construcción de un ramal de una sola vía desde Tunbridge (ortografía moderna "Tonbridge") hasta Royal Tunbridge Wells, una ciudad de moda donde se descubrió un manantial de aguas ferruginosas en 1606, comenzó en julio de 1844. En ese momento, el Parlamento todavía no había dado su consentimiento para construir este ferrocarril. La Ley del Parlamento que permitió la construcción de la línea tuvo su primera lectura en la Cámara de los comunes el 28 de abril de 1845. El proyecto de ley completó su paso por la Cámara de los Comunes y por la Cámara de los Lores el 28 de julio, después de lo que se otorgó el consentimiento real el 31 de julio por la reina Victoria.
El ingeniero a cargo de la construcción fue Peter W. Barlow y los contratistas fueron los Sres. Hoof & Son. En abril de 1845 el SER decidió que el ramal sería de doble vía. Se requería un túnel de 410 yardas (374,9 m) de longitud después de salir de Tunbridge, denominado el "túnel de Somerhill" en referencia a una mansión cercana. Una milla y 54 cadenas (2,70 km) después de salir del túnel de Somerhill, se requería un viaducto de 270 yardas (246,9 m). El viaducto de Southborough tiene una altura de 40 pies (12,2 m) y 26 arcos. Se construyó una estación temporal en Tunbridge Wells, ya que el túnel de Wells (de 823 yd (752,6 m)) todavía estaba en construcción. Posteriormente, la estación temporal se adaptó para el servicio de mercancías. El primer tren, compuesto por cuatro locomotoras y 26 vagones, llegó a Tunbridge Wells el 19 de septiembre. Los trenes de Tunbridge tenían que retroceder antes de comenzar el ascenso al túnel de Somerhill debido al trazado de las vías en la estación. Esta situación se mantendría hasta 1857, cuando se construyó un enlace directo a un costo de 5700 libras. El antiguo enlace permaneció en uso hasta alrededor de 1913.
El SER recibió permiso para construir una línea desde Ashford en Kent hasta St Leonards en Sussex Oriental en 1845. Por su parte, el LBSC llegó a St Leonards desde Lewes al año siguiente. Esto le dio al LBSC una ruta más corta a Hastings que la ruta del SER, que aún estaba en construcción. El SER solicitó permiso para extender su ramal desde Tunbridge Wells a través del Weald para llegar a Hastings. La autorización para la construcción de una línea de 25 millas y 60 cadenas (25.75 millas o 41.44 km) a Hastings se obtuvo el 18 de junio de 1846, en parte gracias a que el Parlamento consideró que la línea entre Ashford y St Leonards tenía una importancia militar estratégica. Por lo tanto, estipularon que la línea se completaría antes de que se construyera cualquier extensión desde Tunbridge Wells. La extensión a Tunbridge Wells se inauguró el 25 de noviembre de 1846 sin ninguna ceremonia pública. En 1847, el SER desafió sin éxito la condición de que la línea entre Ashford y St Leonards se completara primero. Esa línea se abrió en 1851, pasando por Hastings y haciendo un cruce final con la línea del LBSC de Lewes.

## Construcción
La línea de Hastings se construyó sobre un terreno accidentado, boscoso y montañoso a través de High Weald y  Hastings Beds, lo que requirió la construcción de ocho túneles (casi todos en areniscas) entre Tonbridge y la costa sur de Hastings. El SER estaba ansioso por construir la línea de la manera más económica posible, ya que competía con el LBSC para obtener la entrada a Hastings y no estaba en una posición financiera sólida a mediados de la década de 1840.
La construcción de la línea entre Tunbridge Wells y Robertsbridge fue contratada a los Sres. Hoof & Wyths, que a su ve la subcontrataron a los Sres. H. Warden. En marzo de 1851, la vía se había construido hasta Whatlington, East Sussex, habiéndose totalizado una distancia de 19 millas (30,58 km). Se habían completado todos los túneles y se había tendido una sola vía de ferrocarril en una distancia de 10 millas 40 cadenas (10.50 millas o 16.90 km) desde Tunbridge Wells. Cuando se inauguró la sección de 15 millas 40 cadenas (15.50 millas o 24.94 km) entre Tunbridge Wells y Robertsbridge el 1 de septiembre, una sola vía se extendía 4 millas (6,44 km) más hasta Whatlington. En la sección de 6 millas (9,66 km) entre Whatlington y St Leonards, se habían excavado 750 000 yardas cúbicas (573 000 m³) de las 827 000 yardas cúbicas (632 000 m³) previstas. Construcción del tramo entre Tunbridge Wells y Bopeep Junction costó más de 500.000 libras esterlinas.

### Deficiencias en la construcción de los túneles
La supervisión de la construcción fue laxa,, lo que permitió a los contratistas escatimar materiales en el revestimiento de los túneles. Esto se manifestó en marzo de 1855 cuando se derrumbó parte de la mampostería del túnel de Mountfield. Una inspección de los túneles de Grove Hill, Strawberry Hill y Wells reveló que también se habían construido con muy pocas capas de ladrillo. El túnel de Grove Hill se había construido con un solo anillo de ladrillos y sin relleno por encima de la parte superior de la mampostería. El SER llevó a los contratistas a los tribunales y se le concedieron 3500 libras esterlinas por daños y perjuicios. Sin embargo, rectificar la situación le costó a la empresa 4700 libras esterlinas. Aunque los contratistas habían cobrado por seis anillos de ladrillos, solo habían colocado cuatro. Debido al costo de volver a perforar los túneles, el problema se solucionó agregando otros dos anillos de mampostería, reduciendo el ancho de los túneles en 18 pulgadas (457,2 mm). El resultado fue que se restringió el gálibo ferroviario en la línea, por lo que se tuvo que construir un material rodante especial, que más tarde se conoció con el nombre de Restricción 0. Esta circunstancia afectaría a la línea hasta 1986.
El túnel de Wadhurst se derrumbó en 1862 y el SER descubrió que allí también existía la misma situación. La rectificación costó 10.231 libras esterlinas. En 1877, solo se permitía un único tren cada vez para atravesar el túnel de Bopeep, que se amplió parcialmente en 1934-1935. Pero en noviembre de 1949 se descubrieron de nuevo graves defectos en el túnel, que se modificó a vía única el 19 de noviembre, pero tuvo que cerrarse por completo una semana después. Para atajar estos problemas, se decidió revestirlo parcialmente con dovelas de fundición de hierro, y se reabrió al tráfico el 5 de junio de 1950. El túnel de Mountfield se reforzó en 1938-1939 y permaneció abierto con una sola línea en funcionamiento. Se derrumbó parcialmente el 17 de noviembre de 1974, lo que provocó que funcionara en vía única hasta el 31 de enero de 1975. Posteriormente, la línea se cerró hasta el 17 de marzo, mientras se disponía una sola vía a través del túnel.

### Aperturas

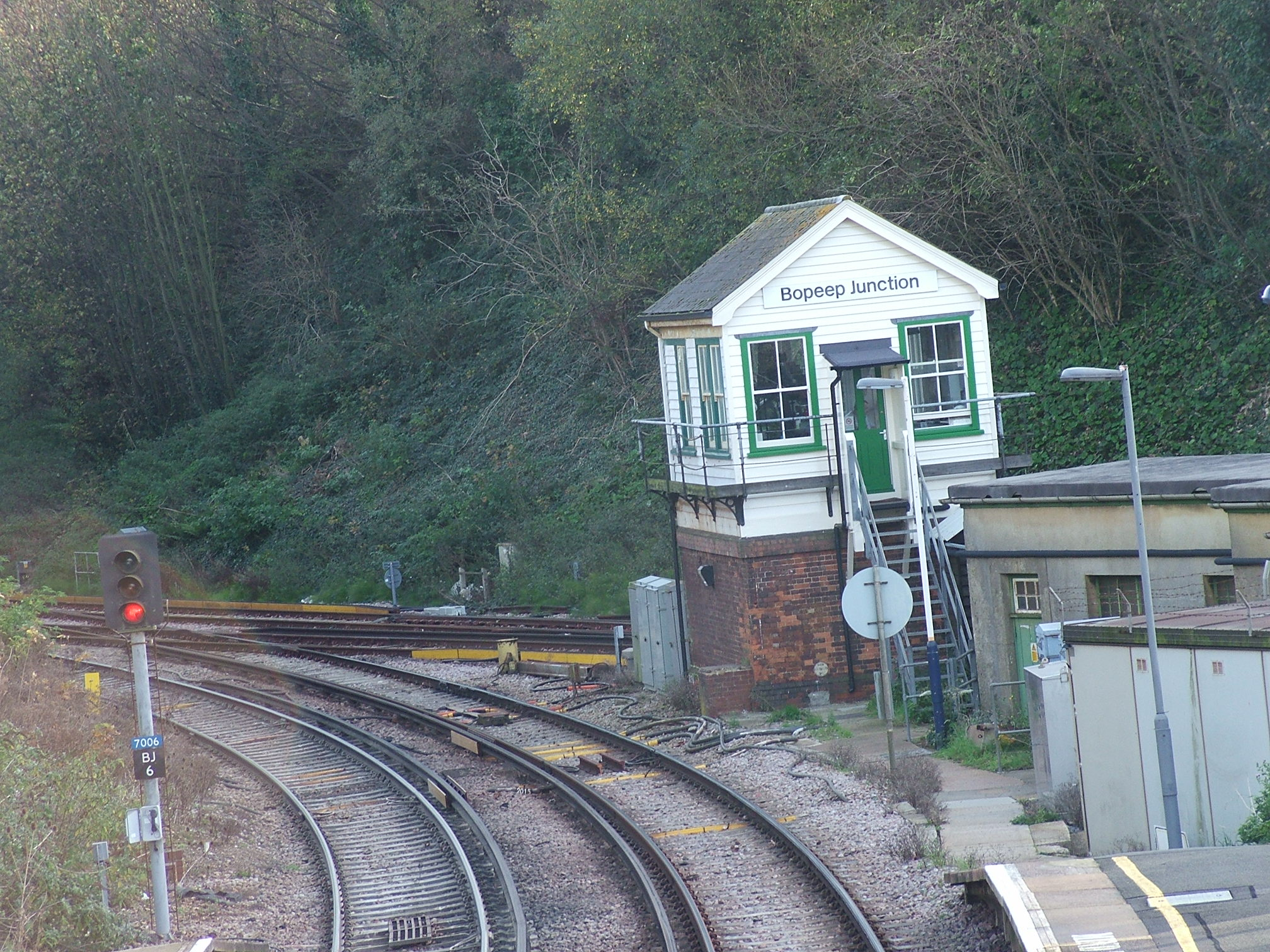
Conexión en Bopeep

La línea fue inaugurada por el SER en tres etapas principales: Tunbridge–Tunbridge Wells, Tunbridge Wells–Robertsbridge y Robertsbridge–Bopeep Junction. Se abrió una estación temporal en Tunbridge Wells el 19 de septiembre de 1845 mientras se completaba el túnel de Wells. La estación temporal se convirtió más tarde en una instalación de mercancías. La estación de Tunbridge Wells (más tarde Tunbridge Wells Central) se abrió el 25 de noviembre de 1846. La sección Tunbridge Wells–Robertsbridge abrió el 1 de septiembre de 1851, y la sección Robertsbridge–Battle abrió el 1 de enero de 1852. La sección Battle–Bopeep Junction abrió el 1 de febrero de 1852.

### Descripción de la ruta
La línea sube abruptamente el valle del río Medway, con pendientes comprendidas entre 1 en 47 y 1 en 300 hasta alcanzar la cima al sur de Tunbridge Wells. La línea presenta un perfil ondulado hasta Wadhurst con pendientes de entre 1 en 80 y 1 en 155, antes de descender al valle del río Rother, y se sigue hasta Robertsbridge con pendientes de entre 1 en 48 y 1 en 485. Luego, la línea sube con pendientes de entre 1 en 86 y 1 en 170 antes del cruce sobre el río Brede. A continuación se asciende hasta Battle con pendientes entre 1 en 100 y 1 en 227 antes de que la línea descienda hacia Hastings, con pendientes de entre 1 en 100 y 1 en 945.
Bopeep Junction es el cruce de la línea de Hastings con la Línea de la Costa Este, y se encuentra al este del túnel de Bopeep. Hay un pub en Bulverhythe llamado The Bo Peep. El nombre era un apodo con el que se conocía a los miembros del servicio de aduanas.